# Créateur d'univers
Créateur d'univers (titre original : The Universe Maker) est un roman de science-fiction, écrit par A. E. van Vogt (Canada), publié en 1953.

## Résumé
Un homme du XXe siècle est projeté dans le futur et se retrouve dans une civilisation dominée par quatre grands groupes, dont un situé dans un futur lointain. 
Pour diverses raisons, il deviendra l'enjeu d'un combat que se mèneront ces groupes. Il suivra finalement un entraînement qui l'amènera au seuil de l'immortalité et tentera de sauver cette civilisation du chaos qui la menace.